# アドリアノープルの和約 (1547年)
アドリアノープルの和約（アドリアノープルのわやく、英語: Truce of Adrianople）は、1547年にオスマン帝国領アドリアノープル（現トルコ領エディルネ）で締結された、神聖ローマ皇帝カール5世とオスマン帝国のスレイマン1世の間の条約。

## 概要
条約により、カール5世とオーストリア大公フェルディナント1世はハンガリーが完全にオスマン帝国の支配下に入ることを承認し、ハプスブルク家が引き続きハンガリー西部と北部に領地を有する代わりにオスマン帝国に3万金フローリンの年貢を支払うことまで同意した。
条約はオスマン軍が1543年のエステルゴム包囲戦などの重要な戦闘で勝利した後に結ばれた。